# Стрингтаун (Оклахома)
Стрингтаун (енгл. Stringtown) град је у америчкој савезној држави Оклахома.

## Демографија
По попису из 2010. године број становника је 410, што је 14 (3,5%) становника више него 2000. године.
| Група             | 2000.       | 2010.       |
| Белци             | 277 (69,9%) | 273 (66,6%) |
| Афроамериканци    | 45 (11,4%)  | 25 (6,1%)   |
| Азијати           | 1 (0,3%)    | 0 (0,0%)    |
| Хиспаноамериканци | 0 (0,0%)    | 16 (3,9%)   |
| Укупно            | 396         | 410         |